# Lätt mellanvikt i boxning vid olympiska sommarspelen 2000
Resultat från boxning vid olympiska sommarspelen 2000 och herrarnas lätta mellanvikt. De 28 boxarna vägde under 71 kg. Tävlingarna arrangerades i Sydney Convention and Exhibition Center.

## Medaljörer
| Klass           | Guld                           | Silver                   | Brons                          |
| Lätt mellanvikt | Jermachan Ibraimov · Kazakstan | Marian Simion · Rumänien | Jermain Taylor · USA           |
| Lätt mellanvikt | Jermachan Ibraimov · Kazakstan | Marian Simion · Rumänien | Pornchai Thongburan · Thailand |

## Resultat

### Första omgången
| Första Rundan Datum: Tisdagen 19 september 2000 | Första Rundan Datum: Tisdagen 19 september 2000 | Första Rundan Datum: Tisdagen 19 september 2000 |
| Vinnare                                         | Resultat                                        | Förlorare                                       |
| ----------------------------------------------- | ----------------------------------------------- | ----------------------------------------------- |
| Mohamed Hekal (EGY)                             | ()                                              | Bye                                             |
| In-Joon Song (KOR)                              | ()                                              | Bye                                             |
| Pornchai Thongburan (THA)                       | ()                                              | Bye                                             |
| Karoly Balzsay (HUN)                            | ()                                              | Bye                                             |
| Frédéric Esther (FRA)                           | 16:11                                           | Andrey Mishin (RUS)                             |
| Firat Karagollu (TUR)                           | 17:4                                            | Michael Roche (IRL)                             |
| Jose Luis Zertuche (MEX)                        | RSC-4                                           | Sidy Sandy (GUI)                                |
| Marian Simion (ROU)                             | 19:8                                            | Ciro di Corcia (ITA)                            |
| Juan Hernández Sierra (CUB)                     | RSC-3                                           | Stephan Nzue Mba (GAB)                          |
| Mohamed Marmouri (TUN)                          | RSC-2                                           | Osumanu Adama (GHA)                             |
| Jermachan Ibraimov (KAZ)                        | RSC-3                                           | Yousif Masas (SYR)                              |
| Hely Yánes (VEN)                                | 20:12                                           | Nurbek Kasenov (KGZ)                            |
| Jermain Taylor (USA)                            | RSC-1                                           | Dmitry Usagin (BUL)                             |
| Scott MacIntosh (CAN)                           | 8:5                                             | Sakio Bika (CMR)                                |
| Richard Rowles (AUS)                            | 16:7                                            | Juan José Ubaldo (DOM)                          |
| Felix Sturm (GER)                               | 10:6                                            | Dilshod Yarbekov (UZB)                          |

### Andra rundan
| Andra Rundan Datum: Lördagen 23 september 2000 | Andra Rundan Datum: Lördagen 23 september 2000 | Andra Rundan Datum: Lördagen 23 september 2000 |
| Vinnare                                        | Resultat                                       | Förlorare                                      |
| ---------------------------------------------- | ---------------------------------------------- | ---------------------------------------------- |
| Mohamed Hekal (EGY)                            | 16:5                                           | In-Joon Song (KOR)                             |
| Pornchai Thongburan (THA)                      | 17:12                                          | Karoly Balzsay (HUN)                           |
| Frédéric Esther (FRA)                          | 18:16                                          | Firat Karagollu (TUR)                          |
| Marian Simion (ROU)                            | RSC-3                                          | Jose Luis Zertuche (MEX)                       |
| Juan Hernández Sierra (CUB)                    | RSC-3                                          | Mohamed Marmouri (TUN)                         |
| Jermachan Ibraimov (KAZ)                       | RSC-3                                          | Hely Yánes (VEN)                               |
| Jermain Taylor (USA)                           | 23:9                                           | Scott MacIntosh (CAN)                          |
| Felix Sturm (GER)                              | RSC-3                                          | Richard Rowles (AUS)                           |

### Kvartsfinaler
| Kvartsfinaler Datum: Onsdagen 27 september 2000 | Kvartsfinaler Datum: Onsdagen 27 september 2000 | Kvartsfinaler Datum: Onsdagen 27 september 2000 |
| Vinnare                                         | Resultat                                        | Förlorare                                       |
| ----------------------------------------------- | ----------------------------------------------- | ----------------------------------------------- |
| Pornchai Thongburan (THA)                       | 15:9                                            | Mohamed Hekal (EGY)                             |
| Marian Simion (ROU)                             | RSC-3                                           | Frédéric Esther (FRA)                           |
| Jermachan Ibraimov (KAZ)                        | 16:9                                            | Juan Hernández Sierra (CUB)                     |
| Jermain Taylor (USA)                            | 19:14                                           | Felix Sturm (GER)                               |

### Semifinaler
| Semifinaler Datum: Fredagen 29 september 2000 | Semifinaler Datum: Fredagen 29 september 2000 | Semifinaler Datum: Fredagen 29 september 2000 |
| Vinnare                                       | Resultat                                      | Förlorare                                     |
| --------------------------------------------- | --------------------------------------------- | --------------------------------------------- |
| Marian Simion (ROU)'                          | 26:16                                         | Pornchai Thongburan (THA)                     |
| Jermachan Ibraimov (KAZ)'                     | RSC-4                                         | Jermain Taylor (USA)                          |

### Final
| Final Datum: Onsdagen 1 oktober 2000 | Final Datum: Onsdagen 1 oktober 2000 | Final Datum: Onsdagen 1 oktober 2000 |
| Vinnare                              | Resultat                             | Förlorare                            |
| ------------------------------------ | ------------------------------------ | ------------------------------------ |
| Jermachan Ibraimov (KAZ)             | 25:23                                | Marian Simion (ROU)                  |